# Aquí entre nos (película)
Aquí entre nos es una película de comedia mexicana, escrita y dirigida por Patricia Martínez de Velasco. Fue producida por  La Banda Films, Cuévano Films, y recibió apoyo de Conaculta por medio de Eficine.
El rodaje de la película empezó a finales del año 2010 y su estreno en salas fue un miércoles 30 de marzo de 2011, contando con 200 copias para su reproducción.

“Surgió de la necesidad de contar una historia muy patética desde adentro, pero que desde afuera te da mucha risa. Creo que el público se puede identificar más fácil cuando se ríen de sí mismos, te puedes reír de los problemas cotidianos que tiene todo el mundo e identificarte con una familia como la familia Guerra"
Patricia Martínez de Velasco.

## Sinopsis
Una mañana Rodolfo Guerra se levanta decidido de no ir a trabajar, su esposa Miriam Guerra le cuestiona su decisión y para justificar, Rodolfo alega de estar cansado y sentirse fatigado del trabajo. Por lo tanto, Miriam le da una lista de cosas que tiene que hacer en su estancia en la casa. Esa misma mañana, su hija Ana Paula le dice a Miriam que no iría a la escuela, pues tendría malestar de estómago, mintiendo para quedarse con su papá Rodolfo.
Más tarde, Ana Paula decide ir a despertar a su papá, provocando el enojo de Rodolfo. Él se despierta viendo asustada a su hija. Decide contarle una historia, pero en el transcurso de esa diversión a Rodolfo le da un ataque de tos, espantando a Ana Paula.
Ese mismo día descubre un recibo de un departamento a nombre de Miriam. Rogelio sale en busca de la dirección dejando a su hija Ana Paula en una heladería, mientras él llega a la dirección y descubre a su esposa Miriam con otro hombre. Rodolfo desata su enojo reclamándole a Miriam y ella le cuestiona también sobre su amante, Rodolfo para evitar el tema de su amante desata una pelea con el amante de su mujer. Miriam al ver que Rodolfo noqueó a Leonard, sale despavorida a pedirle ayuda a los vecinos y así Rodolfo escapa y esa misma tarde, Rodolfo pierde su trabajo.
Días después deciden divorciarse, Miriam quedándose con sus hijas y la casa, decide correr a Rodolfo de su propia casa. Él se va a un hotel y a buscar trabajo. Lo encuentra pues le compran las caricaturas que ha hecho y esa noche decide irse a vivir en el sótano de su casa.
Esa noche descubre que su hija mayor Sofía se casará con su novio. Al decirle a su mamá de su compromiso con Javier, ella le dice que le tiene que pedir la mano a su papá. En ese momento Miriam le dice a sus hijas que las acompañe al sótano por trastes para las goteras.
Es ahí donde descubren a Rodolfo, y él regresa a vivir por un tiempo en la casa para luego mudarse y firmar el divorcio definitivo. Esa tarde, Leonard va a casa de Miriam para decirle que ya se había divorciado de su esposa y podrían hacer una vida juntos. Miriam nerviosa le comenta que no lo podía atender, pues Rodolfo estaba en la casa visitando a sus hijas.
En ese transcurso, Rodolfo se muda y solo convive con Ana Paula su hija menor y manda notas a través de ella para disfrutar un poco la compañía de Miriam.
La película finaliza con la boda de Sofía y Marcos.

## Premios
- Premio Cepsa del Público en la 37 edición del Festival de Cine Iberoamericano de Huelva, en 2011.
- Premio Zenith de bronce del XXXV Festival de Cine de Montreal en 2011 como mejor Ópera Prima.
- Premio Estela que entrega la National Association Of Latino Independent Producers.

## Elenco Principal
- Jesús Ochoa como Rodolfo Guerra.
- Carmen Beato como Miriam Guerra.
- Diana Garcia como Sofia Guerra.
- Giovana Fuentes como Victoria Guerra.
- Camila Risser como Ana Paula Guerra.
- Lizardo como Marcos Acosta.
- Patricio Castillo como Leonard.
- Giovana Zacarías como Cecilia.
- Julio Casado como el abogado de Miriam Guerra.
- Plutarco Haza como el abogado de Rogelio Guerra.
- Verónica Falcón como la vendedora de bienes raíces.
- Norma Angélica como Amalia.